# Cécile de France

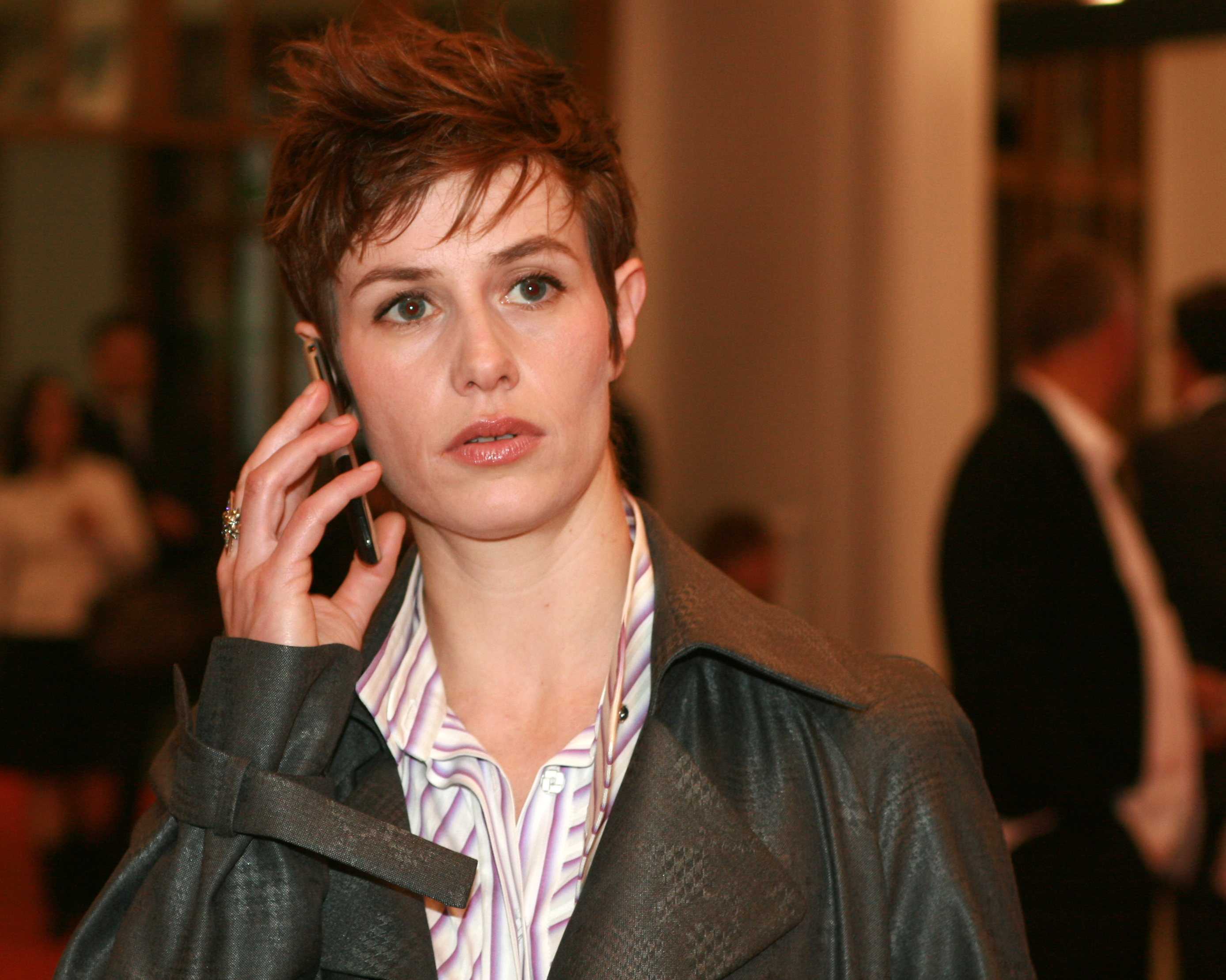

Cécile de France (ook Defrance) (Namen, 17 juli 1975) is een Belgische actrice die in Frankrijk woont.
De France verliet België toen ze 17 was om in Parijs toneelkunst te studeren. Ze werd twee jaar later toegelaten aan het ENSATT (École Nationale Supérieure des Arts et Techniques du Théâtre), waar ze drie jaar lang aan het Département Comédie studeerde, eerst in Parijs, later in Lyon.
Ze werd ontdekt door impresario Dominique Besnehard, waarna ze een acteercarrière begon met films als L'art de la seduction en Irène.
Haar internationale doorbraak kreeg De France met de horrorfilm Haute tension. Ze werd ook opgemerkt door Hollywoodproducers en verscheen daarna naast Jackie Chan in de Disneyfilm Around the World in 80 Days.
Ook was ze een van de kanshebbers op de rol van bondgirl in Casino Royale, een rol die uiteindelijk naar Eva Green ging.
De France werd meerdere malen genomineerd voor de Magritte voor beste actrice. In 2005 won ze de Romy Schneiderprijs. In 2006 kreeg ze de César voor beste vrouwelijke bijrol voor haar rol in Les poupées russes. In 2008 werd ze genomineerd voor de César voor beste actrice voor haar rol in Un secret, en in 2007 werd ze genomineerd voor twee films: Fauteuils d'orchestre en Quand j'étais chanteur.

## Filmografie
- 1999 - Toutes les nuits
- 2000 - Petites joies lointaines
- 2001 - L'Art (délicat) de la séduction
- 2002 - L'Auberge espagnole
- 2002 - A+ Pollux
- 2002 - Irène
- 2003 - Moi César, 10 ans ½, 1m39
- 2003 - Haute tension
- 2003 - Kaena, la prophétie
- 2004 - La confiance règne
- 2004 - Around the World in 80 Days
- 2005 - Les poupées russes
- 2006 - Quand j'étais chanteur
- 2006 - Fauteuils d'Orchestre
- 2007 - Un secret
- 2008 - L'instinct de mort
- 2009 - Sœur Sourire
- 2009 - Où est la main de l'homme sans tête
- 2011 - Hereafter
- 2011 - Le Gamin au vélo
- 2012 - Superstar
- 2013 - Möbius
- 2013 - Casse-tête chinois
- 2015 - En équilibre
- 2015 - La Belle Saison
- 2016 - The Young Pope
- 2017 - Django
- 2018 - Mademoiselle de Joncquières
- 2021 - The French Dispatch
- 2022 - La Passagère van Héloïse Pelloquet
- 2023 - Bonnard, Pierre et Marthe